# Плант, Жак
Жозе́ф Жак Оме́р Плант (фр. Joseph Jacques Omer  Plante; р. 17 января 1929 — 27 февраля 1986) — канадский хоккеист.
Родился в Нотр-Дам-дю-Мон-Кармель, провинция Квебек. С 1953 по 1963 год был вратарём клуба «Монреаль Канадиенс». Следующее десятилетие играл в других клубах Национальной хоккейной лиги — «Нью-Йорк Рейнджерс», «Сент-Луис Блюз», «Торонто Мейпл Лифс», «Бостон Брюинз», «Эдмонтон Ойлерз».

## Достижения
Шестикратный обладатель Кубка Стэнли (1953 и 1956—1960). Плант уникален тем, что его имя на Кубке Стэнли написано в 5 разных вариантах — «J. Plante», «Jacques Plante», «Jac Plante», «Jacq Plante», и «Jaques Plante».  7 раз получал приз «Везина Трофи», как лучший вратарь сезона (1956—1960, 1962, 1969). По итогам сезона 1962/63 также удостоился приза «Харт Трофи», как лучший игрок регулярного первенства.
По результатам карьеры игрока 1947—1975 гг. был признан одним из важнейших новаторов в хоккее. Играя за «Монреаль Канадиенс» с 1953 по 1963 годы выигрывал Кубок Стэнли шесть раз, включая 5 титулов подряд. Закончил карьеру в 1965 году, но затем вернулся в НХЛ в 1968 году в команду «Сент-Луис Блюз». Позже в 1970 году перешёл в «Торонто Мейпл Лифс», и в 1973 году — в «Бостон Брюинз». Во Всемирной Хоккейной Ассоциации был тренером и генеральным менеджером «Квебек Нордикс» в 1973-74 годах. В 1975 году официально закончил карьеру в команде «Эдмонтон Ойлерз».
Плант стал первым вратарём в НХЛ, кто стал регулярно надевать вратарскую маску. Он разработал и протестировал многие виды вратарских масок (включая предшественника современной маски вратаря, комбинацию шлема и клетки). Плант был первым вратарём, который регулярно играл за пределами вратарской площадки, помогая защитникам своей команды. В 1978 году Плант включён в Зал хоккейной славы в Торонто, в 1985 году Плант выбран в качестве вратаря в канадскую «команду мечты» и включён в Спортивный пантеон Квебека в 1994 году. «Монреаль Канадиенс» вывел из обращения номер 1, навечно закреплённый за Плантом.

## Маска
В сезоне 1959/60 Плант надел маску вратаря впервые в играх регулярного сезона. До этого Плант надевал самодельную маску только на тренировках, главный тренер «Канадиенс» Гектор «Тоу» Блэйк запрещал пользоваться маской в регулярных играх чемпионата. 1 ноября 1959 года в игре с «Нью-Йорк Рейнджерс», нос Планта был сломан от броска, сделанного Энди Батгейтом. Вратарь удалился в раздевалку, где ему были наложены швы (игру пришлось остановить на 45 минут). Плант вернулся на лёд в своей тренировочной маске. Блэйк был бледен от ярости, но не мог привлечь к игре другого голкипера. В дальнейшем Плант выходил на игры только в хоккейной маске. Планту пришлось нелегко. Фанаты смеялись над ним, пресса называла его трусом. Но примеру Планта в 1960-е годы последовала большая часть вратарей НХЛ. Плант не был изобретателем маски, но стал игроком, который сделал маску обязательным элементом экипировки хоккейного вратаря.